# أرنو
أرنو هو مغني وموسيقي وملحن وممثل بلجيكي، ولد في 21 مايو 1949 في بلجيكا.

## وصلات خارجية
- أرنو على موقع IMDb (الإنجليزية)
- أرنو على موقع ميوزك برينز (الإنجليزية)
- أرنو على موقع أول ميوزيك (الإنجليزية)
- أرنو على موقع ديسكوغز (الإنجليزية)
- أرنو على موقع ديسكوغز (الإنجليزية)
- أرنو على موقع قاعدة بيانات الفيلم (الإنجليزية)